# 军屯三烈士墓
军屯三烈士墓，位于中国广东省韶关市新丰县马头镇军屯村，为新丰县的一个县级文物保护单位，类型为近现代重要史迹及代表性建筑，公布时间为1984年12月15日。
军屯三烈士墓建于1970年。